# František Majtl
František Majtl (26. listopadu 1898 Náměšť na Hané – ???) byl český a československý politik Komunistické strany Československa a poúnorový poslanec Národního shromáždění ČSR.

## Biografie
V roce 1948 se uvádí jako obchodník a předseda okresního Akčního výboru Národní fronty pro Olomouc-venkov. Profesí byl obuvníkem. Bydlel v Náměšti na Hané. Na konci války byl v Náměšti členem revolučního místního národního výboru.
Ve volbách roku 1948 byl zvolen do Národního shromáždění za KSČ ve volebním kraji Olomouc. V parlamentu zasedal do srpna 1952, kdy rezignoval a nahradil ho Stanislav Chalánek.
V roce 1958 figuroval v databázi sledovaných osob StB (správa Státní bezpečnosti Ostrava).